# Steinalbmündung
Koordinaten: 49° 35′ 40″ N, 7° 27′ 56″ O
Das Naturschutzgebiet Steinalbmündung liegt auf dem Gebiet des Landkreises Kusel in Rheinland-Pfalz. Das 18,13 ha große Gebiet, das mit Verordnung vom 15. Dezember 1988 unter Naturschutz gestellt wurde, erstreckt sich nordöstlich der Ortsgemeinde Ulmet. Im Gebiet mündet die Steinalb in den Glan, der das Gebiet komplett in West-Ost-Richtung durchfließt. Nördlich verläuft die B 420.
Das Gebiet umfasst eine naturnahe Flussauenlandschaft mit Kies-, Sand- und Schotterbänken, Stillwasserzonen, Steilufern und Auwaldbereichen, Wiesenflächen sowie einen Hangwald mit Quellhorizonten.